# Haliaspis texana
Haliaspis texana är en insektsart som beskrevs av Liu och Howell 1994. Haliaspis texana ingår i släktet Haliaspis och familjen pansarsköldlöss. Inga underarter finns listade i Catalogue of Life.